# Hippasa madraspatana
Hippasa madraspatana là một loài nhện trong họ Lycosidae.
Loài này thuộc chi Hippasa. Hippasa madraspatana được Frederick Henry Gravely miêu tả năm 1924.